# Oryzomys couesi
Oryzomys couesi är en däggdjursart som först beskrevs av Arthur Hugh Garfit Alston 1877.  Oryzomys couesi ingår i släktet risråttor och familjen hamsterartade gnagare. Inga underarter finns listade i Catalogue of Life.

## Utseende
Arten når en absolut längd (inklusive svans) av 24 till 26,5 cm och en vikt mellan 42 och 83 g. Den har brunaktig päls på ovansidan och ljusare päls i ansiktet, på kroppssidorna samt vid extremiteterna. Den är inte lika gråaktig som den nordamerikanska risråttan (Oryzomys palustris). Dessutom har Oryzomys couesi tre rader med knölar på de övre molarerna istället för två som hos Oryzomys palustris.

## Utbredning och habitat
Denna gnagare förekommer främst i Centralamerika. Utbredningsområdet sträcker sig från södra Texas (USA) över Mexiko (även södra halvön Baja California) och hela Centralamerika till norra Colombia. Kvarlevor hittades även på Jamaica men där är arten utdöd. Oryzomys couesi lever i låglandet och i bergstrakter upp till 2000 meter över havet. Den vistas vanligen i fuktiga gräsmarker, i områden med bladvass och på marskland. Ibland besöks skogar, buskskogar, risodlingar och sockerrörodlingar.

## Ekologi
Individerna är aktiva på natten. De kan klättra i växtligheten och har bra sim- och dykförmåga. Boet är en sammanvävd boll av gräs eller bladvass som placeras cirka en meter över marken eller över vattnet. Oryzomys couesi har gröna växtdelar och insekter som föda. Hos arten finns ingen särskild parningstid. Honan är cirka 27 dagar dräktig och föder 2 till 7 ungar per kull. Ungarna föds blinda och nakna. De öppnar sina ögon efter 5 eller 6 dagar och cirka 11 dagar efter födelsen slutar honan med digivning. Ungarna blir efter 40 till 45 dagar könsmogna. Medellivslängden i naturen uppskattas med 167 dagar. I fångenskap kan vissa individer leva 600 dagar.
Kanske äter arten liksom andra risråttor fiskar, små gnagare och småfåglar, men bara i mindre mått.

## Hot
Begränsade populationer påverkas av våtmarkens torrläggning. I lämpliga habitat är Oryzomys couesi vanligt förekommande. Så lever i södra Texas 5 till 30 exemplar på en hektar. IUCN kategoriserar arten globalt som livskraftig.